# Львов Роман Володимирович
Рома́н Володи́мирович Льво́в — полковник Збройних сил України, учасник російсько-української війни.
Станом на березень 2018 року — начальник штабу-перший заступник начальника Донецького зонального відділу Військової служби правопорядку.
В 2020 році — начальник Луганського зонального відділу Військової служби правопорядку.

## Нагороди
За особисту мужність, сумлінне та бездоганне служіння Українському народові, зразкове виконання військового обов'язку підполковник Львов відзначений — нагороджений
- орденом «За мужність» III ступеня (3.11.2015).